# Agny
Agny es un municipio francés situado en el departamento de Pas-de-Calais, en la región Nord-Pas-de-Calais, en el distrito de Arras. Su población, según el censo de 1999, era de 1.954 habitantes.
Está integrada en la Communauté urbaine d'Arras.

## Demografía
| 1033 | 1083 | 1291 | 1232 | 1963 | 1954 |
| Para los censos de 1962 a 1999 la población legal corresponde a la población sin duplicidades (Fuente: INSEE [Consultar]) |      |      |      |      |      |